# Andra livgrenadjärregementet
Andra livgrenadjärregementet (I 5) var ett infanteriförband inom svenska armén som verkade i olika former åren 1816–1927. Förbandsledningen var förlagd i Linköpings garnison i Linköping. Åren 1816–1927 var regementet en del av Kungl. Maj:ts Liv- och Hustrupper.

## Historia
Andra livgrenadjärregementet bildades I samband med att det ursprungliga Livgrenadjärregementet (det äldre) delades 1816 i två delar, Första livgrenadjärregementet och Andra livgrenadjärregementet. Regementets historik sträcker sig till de östgötafänikor som uppsattes 1551 och som i början av 1600-talet blev Östgöta infanteriregemente. År 1791 sammanslogs Östgöta infanteriregemente med Östgöta kavalleriregemente och bildade Livgrenadjärregementet (det äldre). Infanteridelen i Livgrenadjärregementet benämndes Livgrenadjärregementets rotehållsdivision medan kavalleridelen benämndes Livregementets rusthållsdivision
Den rangordning som hade fastställts i 1634 års regeringsform började halta och skapa luckor efter freden i Fredrikshamn den 17 september 1809, då Finland tillföll Ryssland och de svenska regementen i Finland upplöstes. Därmed fanns det ett behov med att skapa ett nytt system. Under kronprins Karl Johans tid infördes 1816 ett nytt numreringssystem, där de svenska regementena genom en generalorder den 26 mars 1816 tillfördes ett officiellt ordningsnummer, till exempel № 5 Andra livgrenadjärregementet. Till grund för numreringen låg inte bara ett regementes status, utan också de svenska landskapens inbördes ordning, samt att Svealand, Götaland och Norrland skulle varvas. De lägsta ordningsnumren tilldelades "liv- och hus- trupperna". Dessa nummer hade dock ingenting med rangordningen att göra, vilket bland annat framgår av gamla förteckningar där infanteri- och kavalleriförband är blandade just med hänsyn till rang och värdighet.
I samband med 1914 års härordning justerades 1914 samtliga ordningsnummer inom armén. För till exempel Andra livgrenadjärregementet innebar det att regementet blev tilldelad beteckningen I 5. Justeringen av beteckningen gjordes för att särskilja regementen och kårer mellan truppslagen. Det med bakgrund till att namn och nummer som till exempel № 3 Livregementets grenadjärkår och № 3 Livregementets husarkår kunde förefalla egendomliga för den som inte kände till att förbanden ifråga tillhörde skilda truppslag.
I samband med försvarsbeslutet 1925 kom Första livgrenadjärregementet (I 4) och Andra livgrenadjärregementet (I 5) återigen att slås samman, för att från den 1 januari 1928 bilda Livgrenadjärregementet (I 4). I och med genomförandet av 1925 års försvarsbeslut bröts väsentliga delar av det tidigare rangordningssystemet sönder. Detta skedde genom att truppförband med höga stamnummer flyttades in i låga nummer som blivit vakanta efter avvecklade eller sammanslagna regementen och därvid även fick tillgodoräkna rang i enlighet med platsen i nummerserien. Jämtlands fältjägarregemente som hade ett högt stamnummer, övertog från den 1 januari 1928 det nummer som Andra livgrenadjärregementet innehaft, det vill säga I 5.

## Ingående enheter
Genom 1901 års härordning fastställdes att tillgång till trupp skulle regleras genom allmän värnplikt, vilket bland annat resulterade i att infanteriregementena utökades med en bataljon och kom att omfatta tre infanteribataljoner. I samband med krigsutbrottet 1914 fastställdes försvarsbeslutet 1914, vilket bland annat medförde att linjeregementet I 5 organiserades och mobiliserades. I likhet med övriga infanteriregementen skulle också ett reservregemente sättas upp, dock kom dessa aldrig att mobiliseras. Vidare infördes en brigadorganisation inom armén, där två infanteriregementen bildade en brigad. I 4 tillsammans med I 5 bildade 3. infanteribrigaden, ingående i II. arméfördelningen.

### 3.infanteribrigaden
3. infanteribrigaden var en infanteribrigad inom II. arméfördelningen som verkade åren 1915–1927 och bestod av Första livgrenadjärregementet och Andra livgrenadjärregementet.

### Kompanier
1. Livkompaniet
2. Tjusts kompani
3. Linköpings kompani
4. Västanstångs kompani
5. Bergslags kompani
6. Vifolka kompani
7. Skänninge kompani
8. Vadstena kompani

## Förläggningar och övningsplatser
Både Första livgrenadjärregementet och Andra livgrenadjärregementet delade på samma mötesplats vid Malmen utanför Linköping. I oktober 1922 förlades båda regementena till ett nyuppfört dubbelkasernområde i Linköping. Vilket uppfördes efter 1901 års härordnings byggnadsprogram efter Kasernbyggnadsnämndens andra typritningsserie för infanterietablissement. De två kasernområdena åtskildes av en väg, och var i stort sett en spegelbild av varandra, med varsin matsal, varsitt förråd, varsitt sjukhus och varsina mässar o.s.v. På den västra delen av dubbelkasernområdet förlades i oktober 1922 Andra livgrenadjärregementet. När sedan regementet upplöstes 1927, kom staben för det nya Livgrenadjärregementet att förläggas till den västra delen. Hösten 1927 förlades en truppslagsskola, Infanteriets officersaspirantskola, till den västra delen. Vilken verkade där fram till 1940, då den flyttades till Karlstads garnison. Från 1939 var hela Livgrenadjärregementet lokaliserade till den västra delen. Den västra delen utökades 1943 genom att ytterligare en våning tillfördes på tre kaserner i den sydvästra delen. I februari 1985 tillkom staben för Östergötlands försvarsområde och sommaren samma år tillkom trängbataljonen ur Svea trängregemente. Trängbataljonen, vilken blev en del av Livgrenadjärregementet, förlades till den sydvästra delen av dubbelkasernområdet. Efter att hela garnisonen avvecklades 1997, såldes dubbelkasernområdet till det statliga fastighetsutvecklingsbolaget Vasallen.

## Heraldik och traditioner
Regementets fana är vit, prydd med stora riksvapnet, dock utan mantel. Under serafimerkedjans ordenskors är ett vitt svärd stolpvis placerat. Svärdet är tecknet för Sveriges högsta krigsutmärkelse, Riddare med Svärdsorden stora kors, första klass, se Svärdsorden. I varje hörn av fanan snedställd lågande röd granat, vilket även är regementets igenkänningstecken. År 1882 och 1901 justerades fanan, då regementets segernamn tillfördes fanan.
Från den 1 januari 1928 kom traditionsansvaret över regementet att föras vidare av Livgrenadjärregementet. Det nya regementet övertog bland annat förbandsmarschen från Andra livgrenadjärregementet. Från den 1 juli 1994 fördes även traditionsansvaret av Livgrenadjärbrigaden, fram till att regementet och brigaden avvecklades den 31 december 1997.

## Förbandschefer
Sekund- och regementschefer verksamma vid regementet åren 1816–1927. Sekundchef var en titel som användes fram till den 31 december 1974 vid de regementen som ingick i Kungl. Maj:ts Liv- och Hustrupper. Åren 1816–1818 var kronprinsen regementschef. Åren 1818–1927 var H M Konungen regementschef.

### Regementschefer
- 1816–1818: Kronprins Karl Johan
- 1818–1844: Karl XIV Johan
- 1844–1859: Oscar I
- 1859–1872: Karl XV
- 1872–1905: Oscar II
- 1907–1927: Gustaf V

### Sekundchefer
- 1816–1817: C E Skiöldebrand
- 1817–1825: Claes Hallencreutz
- 1825–1844: Carl Detlof Cronhielm
- 1844–1853: Johan Fredrik Boy
- 1853–1862: Pehr Christian Lovén
- 1862–1871: Eric af Klint
- 1871–1888: Harald Spens
- 1888–1892: Hemming Gadd
- 1892–1905: Lars Fredrik Lovén
- 1905–1916: Magnus Blomstedt
- 1916–1922: Gustaf Bouveng
- 1922–1927: Ludvig Falkman

## Namn, beteckning och förläggningsort
| Kungl. Andra livgrenadjärregementet | 1816-03-26 | – | 1927-12-31 |

| № 5 | 1816-03-26 | – | 1914-09-30 |
| I 5 | 1914-10-01 | – | 1927-12-31 |

| Malmen (F)              | 1816-03-26 | – | 1922-10-?? |
| Linköpings garnison (F) | 1922-10-?? | – | 1927-12-31 |

## Galleri

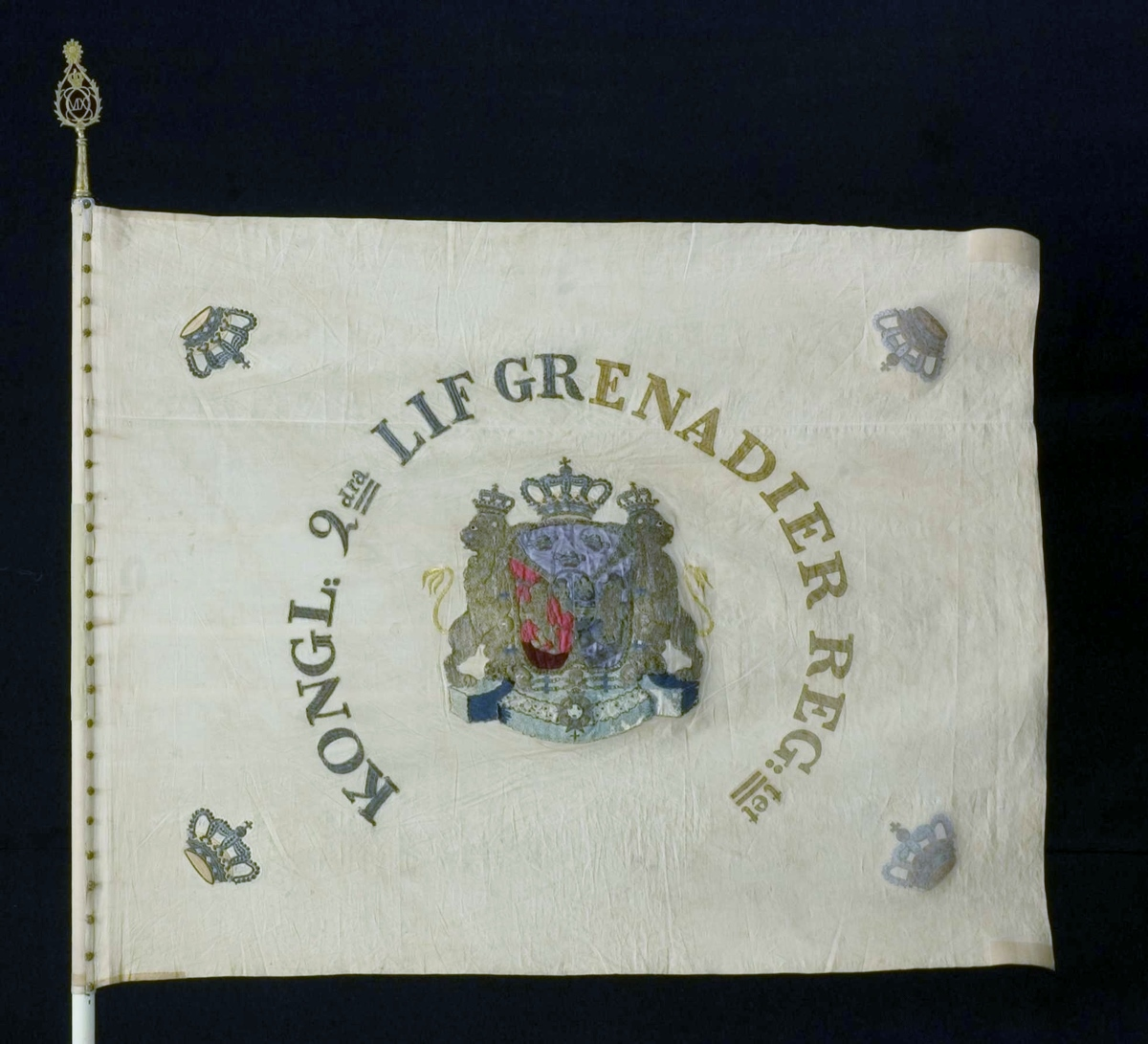
Livfana m/1838.
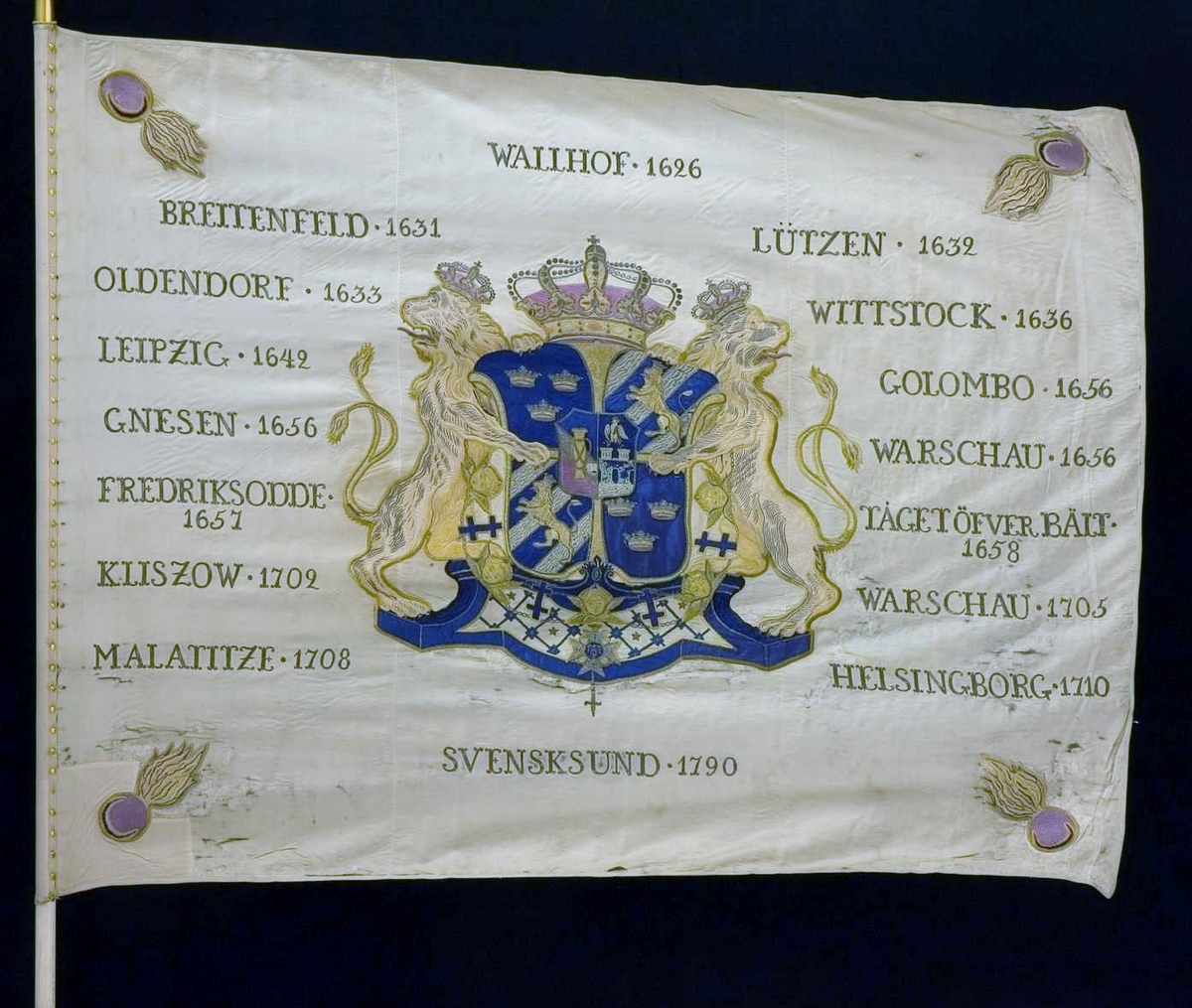
Livfana m/1890.
Uniform 1798.
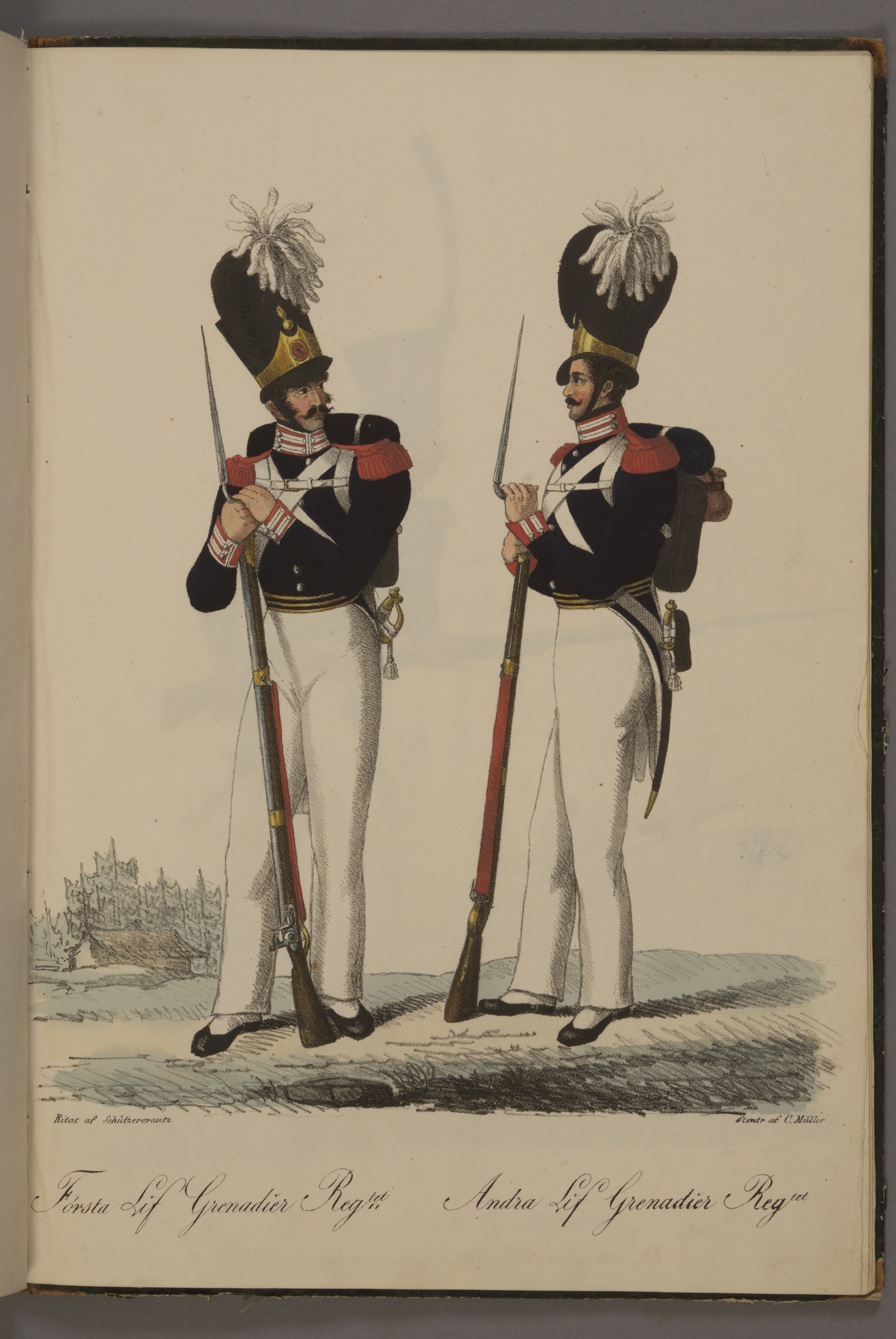
Uniformer för första livgrenadjärregementet och andra livgrenadjärregementet (till höger) cirka 1825.
Uniform 1833.
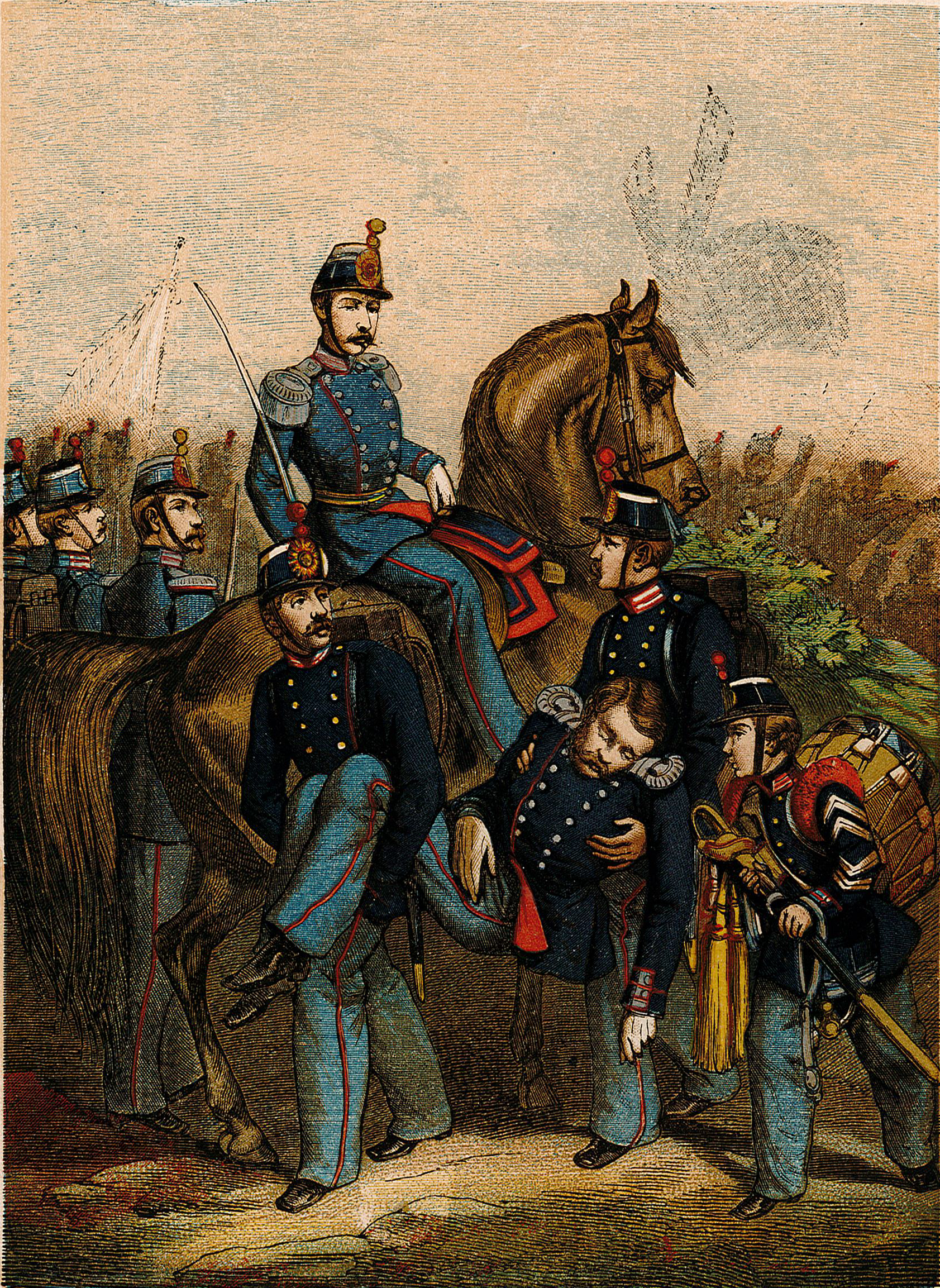
Regementets uniformer vid mitten av 1860-talet.
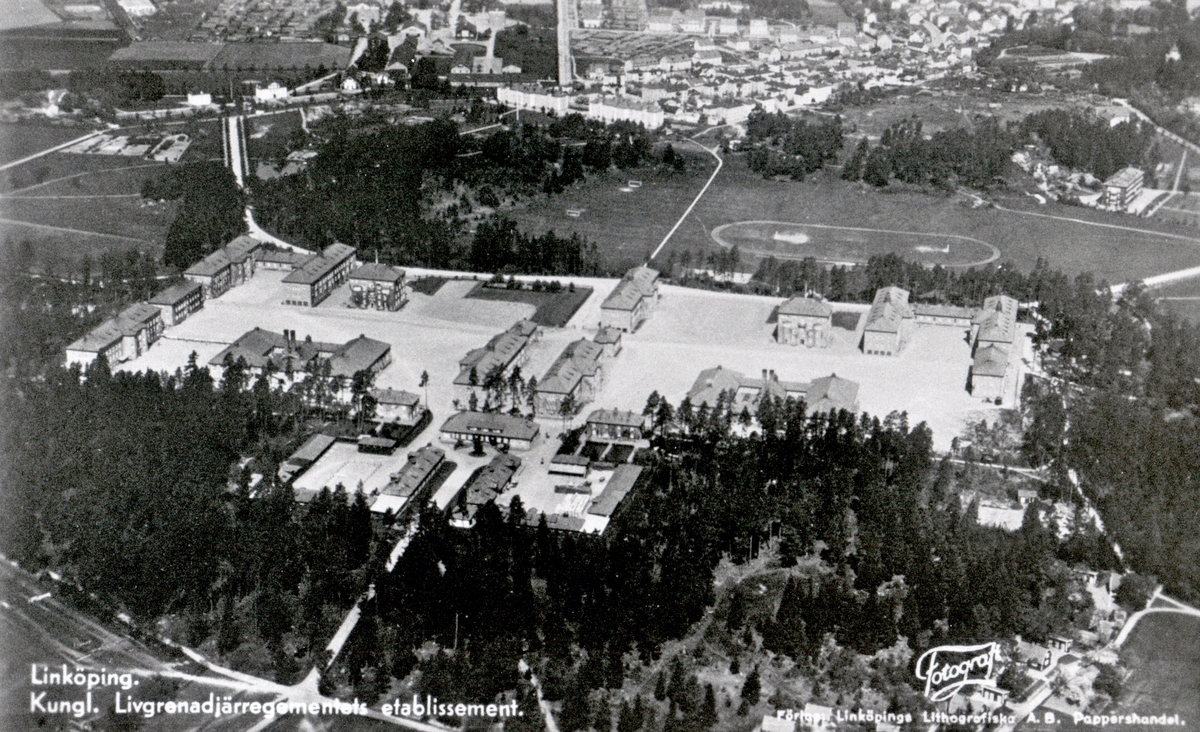
Vy över dubbelkasernområdet.
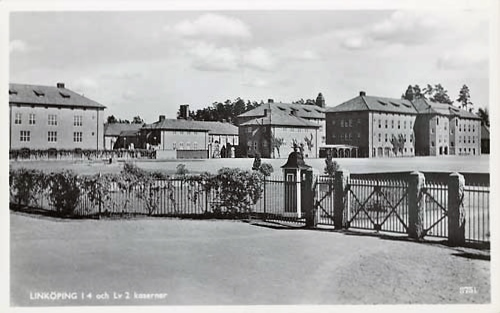
Vy över dubbelkasernområdet.
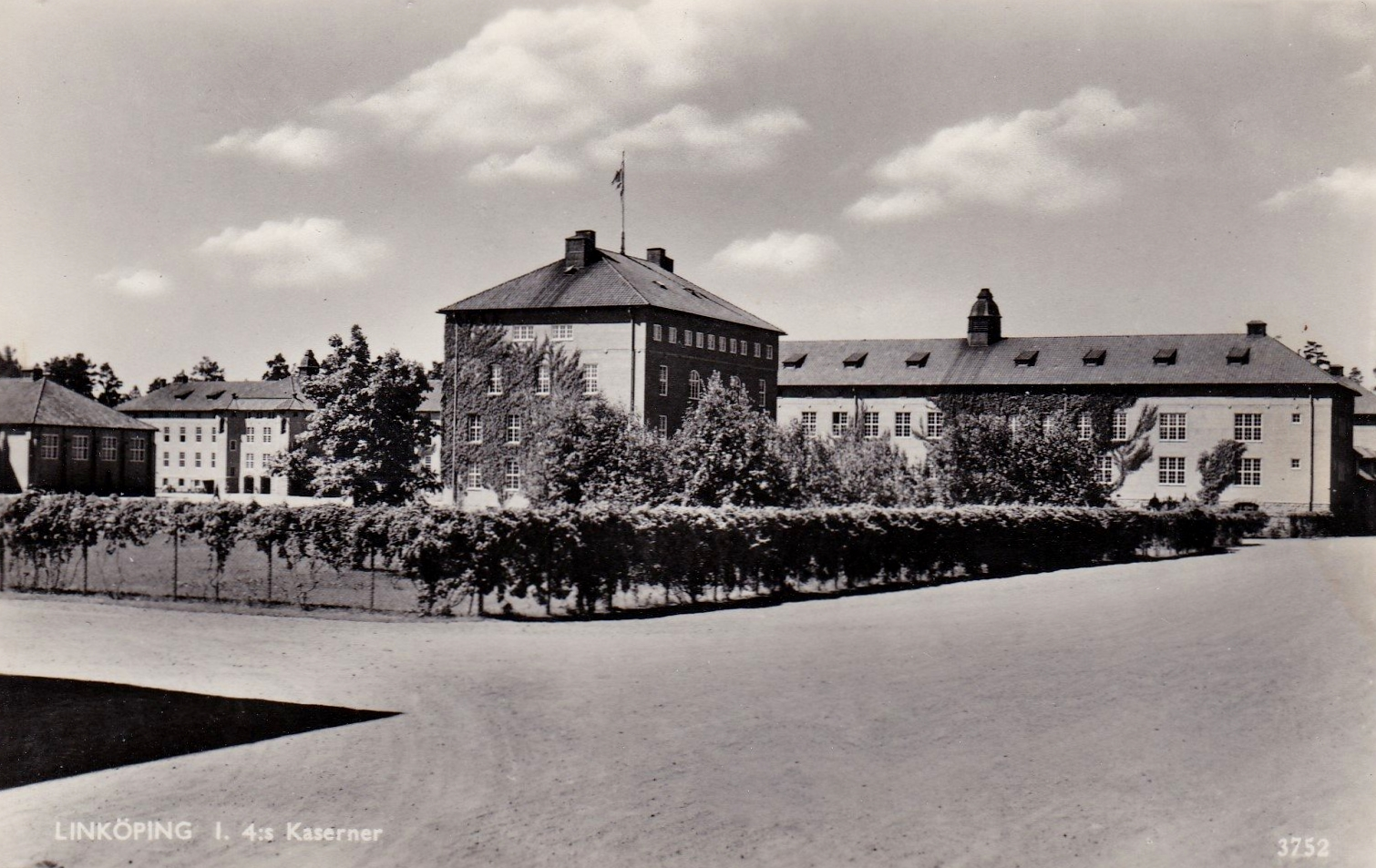
Västra delen av dubbelkasernområdet.
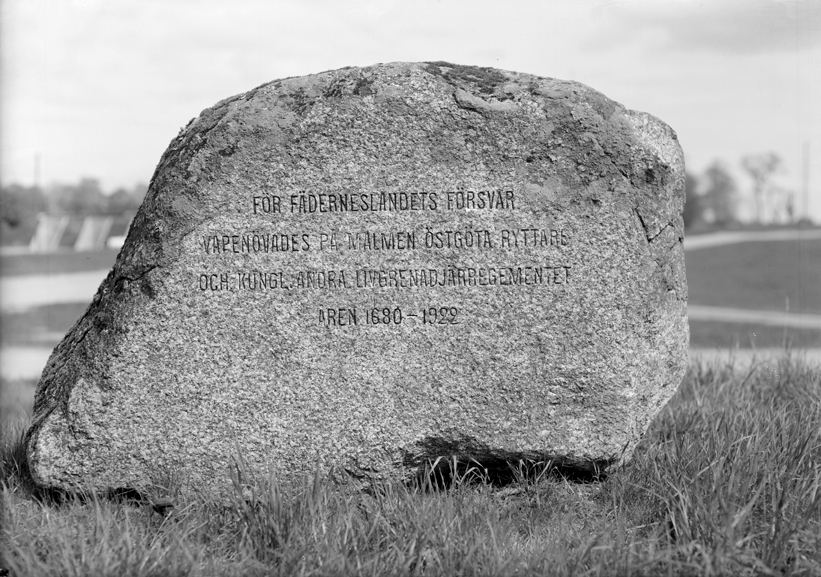
Minnessten över Andra livgrenadjärregementet.
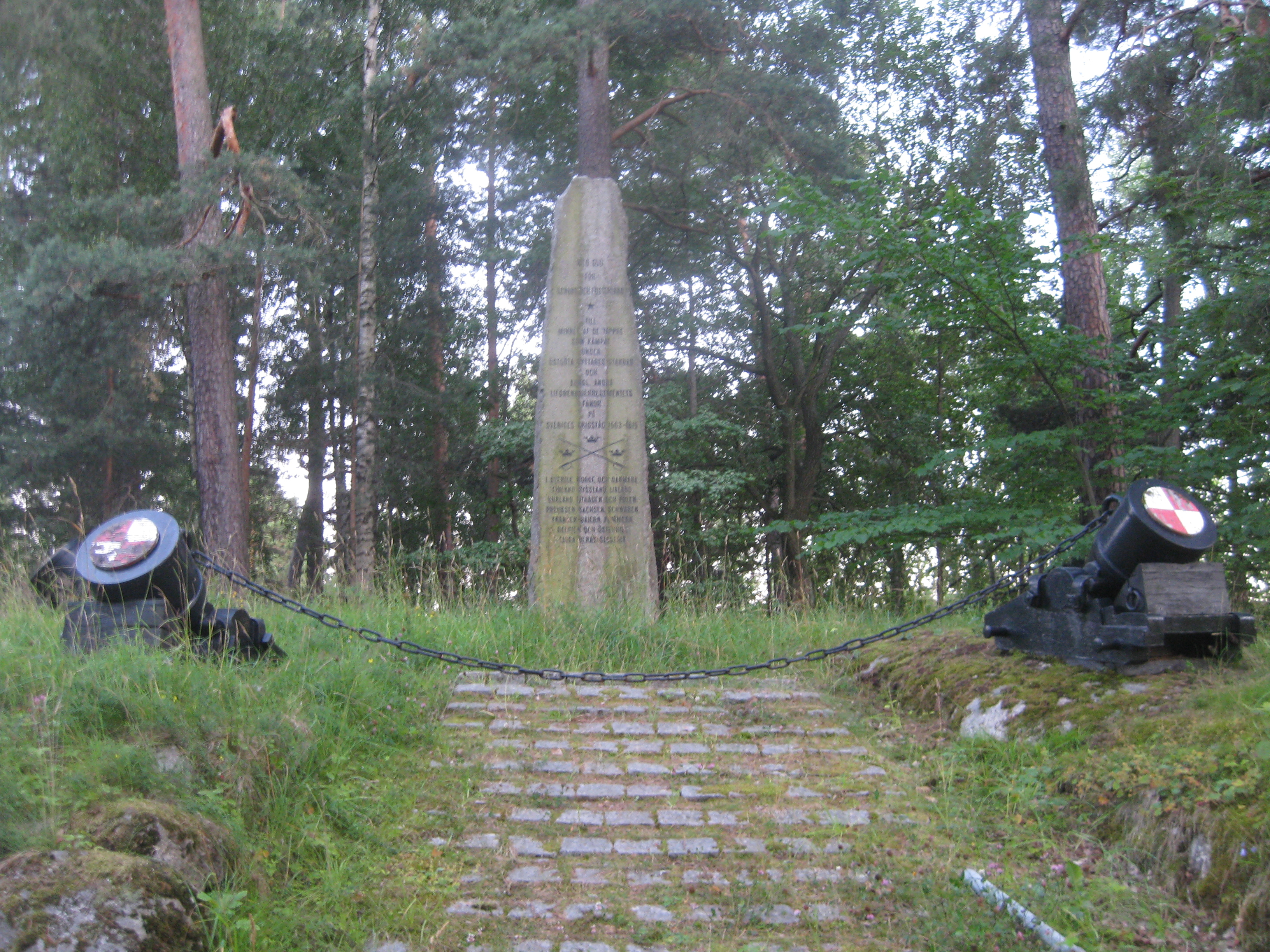
Minnessten över Andra livgrenadjärregementet.